# Маргарита Михнева
Маргарита Димитрова Михнева  е българска телевизионна водеща, репортер и разследваща журналистка, една от първите разследващи журналисти в България.  

## Биография
Родена е на 21 април 1952 г. в София и израства в квартал „Надежда“.
През 1974 г. завършва право в Софийския университет „Св. Климент Охридски“. След дипломирането си кара стаж в следствието и е разпределена като прокурор в Търговище, но не практикува като юрист.
Явява се на конкурс в БНТ за редактор – водещ на тогавашната Втора програма (в последствие Ефир 2). 
През 1975 г. започва работа в БНТ работи за предаванията: „Труд, интереси и закон", „Актуална антена", „Анкети“ и „Панорама". 
Включва се активно в пропагандната кампания на т.нар. Възродителен процес, проявявайки се с „настървените“ си репортажи от границата по време на етническото прочистване през лятото на 1989 година.
Прави едни от най емблематичните интевюта с Тодор Живков и репортажи от делата срещу него, след като той подава оставка като държaвен глава.
От 1992 г. започва да води предаването „Конфликти“ по БНТ. През годините предаването й е излъчвано по Би Ти Ви,  по Нова телевизия и по Канал 3. Била е водеща на предаванията „Пуканки“ и „Горещо" по „Нова телевизия“ и на предаването „Неудобните“ по Канал 3. 
Тя е от първите разследващи журналисти в България. Михнева разследва случай, в който съдия Димитър Попов осъжда на смърт 26-годишния Тодор Дечев, който е обвинен, че е осквернил надгробния камък на Людмила Живкова, което той твърдял, че е извършил в нетрезво състояние. След като е арестуван, Дечев признава и за още 2 престъпления, които според негови близки са скалъпени – че нападнал постовия пред Столичната пожарна и му отнел автомата, след което нападнал и милиционер в ж.к. „Хаджи Димитър“. При нападението войникът пада и си чупи черепа, но след като излиза от кома, разпознава Дечев.
Михнева отива при Попов, заедно с майката на покойния Дечев, с цел да накара Попов да признае за постъпката си, но безуспешно. Димитър Попов твърди, че не си спомня за случая.
В предаваниятa си Маргарита Михнева търси отговори на въпроси, засягащи морала на управляващите, устоите на демокрацията и гражданското общество. Разследва престъпленията на групировките от 90-те ВИС, СИК, ТИМ, ИПОН, Мултигруп и на организираната престъпност.
Маргарита Михнева умира на 72 години в Женева, Швейцария на 16 декември 2024 г. от рак.